# Oldřich Kašťák
Oldřich Kašťák (14. února 1947 – 11. července 2021) byl český hokejový útočník. Jeho synem je bývalý hokejista Kamil Kašťák.

## Hokejová kariéra
V československé lize hrál za CHZ Litvínov. Odehrál 10 ligových sezón, nastoupil ve 201 ligových utkáních, dal 41 gólů a měl 17 asistencí. V nižší soutěži hrál během vojenské služby za VTJ Dukla Liberec.

## Klubové statistiky
| Sezona    | Klub              | Soutěž  | Základní část | Základní část | Základní část | Základní část | Základní část |
| Sezona    | Klub              | Soutěž  | Z             | G             | A             | B             | TM            |
| --------- | ----------------- | ------- | ------------- | ------------- | ------------- | ------------- | ------------- |
| 1964/1965 | CHZ Litvínov      | 1. liga | 8             | 5             | -             | -             | -             |
| 1965/1966 | CHZ Litvínov      | 1. liga | 19            | 3             | 2             | 5             | -             |
| 1966/1967 | CHZ Litvínov      | 1. liga | 8             | 4             | -             | -             | -             |
| 1966/1967 | VTJ Dukla Liberec | 2. liga | -             | -             | -             | -             | -             |
| 1967/1968 | VTJ Dukla Liberec | 2. liga | -             | -             | -             | -             | -             |
| 1968/1969 | CHZ Litvínov      | 1. liga | 28            | 2             | 1             | 3             | -             |
| 1969/1970 | CHZ Litvínov      | 1. liga | 33            | 11            | 3             | 14            | -             |
| 1970/1971 | CHZ Litvínov      | 1. liga | 7             | 0             | 0             | 0             | -             |
| 1971/1972 | CHZ Litvínov      | 1. liga | 27            | 4             | 7             | 11            | -             |
| 1972/1973 | CHZ Litvínov      | 1. liga | 23            | 7             | 0             | 7             | -             |
| 1973/1974 | CHZ Litvínov      | 1. liga | 41            | 5             | 3             | 8             | -             |
| 1974/1975 | CHZ Litvínov      | 1. liga | 7             | 0             | 1             | 1             | -             |